# Mars 1986

## Événements
- 1er mars :
  - Brésil : José Sarney annonce le Plan Cruzado pour redresser l’économie en éliminant l’inflation. Une nouvelle monnaie, le cruzado, est créée, qui remplace le cruzeiro. Les prix des loyers sont gelés, les salaires et les taux de change sont stabilisés et les mécanismes d’indexation sont supprimés. Mais son application fait naître de nouveaux problèmes : la relance de la consommation fait augmenter les importations, donc l’inflation. Elle diminue dans un premier temps avant de rebondir à des niveaux supérieurs d’avant la réforme. Le Président allonge les délais d’exécution de son plan, ce qui entraîne son échec.
  - Signature de l'Acte Unique Européen qui élargit les compétences de la CEE et prépare le Marché unique de 1992.
- 3 mars, Suède : la Fraction armée rouge revendique l’assassinat d’Olof Palme [1].
- 5 mars, Liban : le Jihad islamique libanais annonce la mort du sociologue Michel Seurat enlevé au Liban le 22 mai 1985 avec Jean-Paul Kauffmann
- 5 mars : Holpa, filiale financière à 100 % du groupe Hachette, acquiert la participation de la Sofirad et prend le contrôle d’Europe 1 .
- 7 mars : Jean-Claude Duvalier est assigné à résidence à Grasse (Alpes-Maritimes) [1].
- 8 mars, Liban : enlèvement à Beyrouth par une organisation islamiste terroriste d’une équipe de collaborateurs d’Antenne 2 : Philippe Rochot, Jean-Louis Normandin, Georges Hansen et Aurel Cornea.
- 9 mars, Portugal : Mário Soares prend ses fonctions de président de la république du Portugal.
- 12 mars :
  - le substitut de Pontoise demande la mise sous séquestre du château de Jean-Claude Duvalier à Themericourt dans le Val-d'Oise[1].
  - Suède : Ingvar Carlsson, chef du gouvernement par intérim, est élu Premier ministre par le parlement.
  - Consultés par référendum, les Espagnols vote à 52,2 % en faveur de l’entrée de l’Espagne dans l'OTAN.
  - Belgique : le gouvernement demande la levée de l’immunité parlementaire de la députée européenne Anne-Marie Lizin [1].
- 13 mars : Le président de la République François Mitterrand inaugure la Cité des sciences et de l'industrie à Paris.
- 15 mars, Suède : obsèques nationales d’Olof Palme.
- 16 mars : élections législatives françaises. Première cohabitation.
- 17 mars : 
  - l’alpiniste français Jean-Marc Boivin réalise l’ascension des 4 faces nord du Mont-Blanc en 24 heures.
  - la joueuse de tennis américaine Martina Navratilova remporte le Masters de tennis féminin à New York.
- 18 mars : les soviétiques Ekaterina Gordeeva et Sergueï Grinkov remportent les championnats du monde de patinage artistique dans la catégorie couples.
- 20 mars :
  - un attentat à la bombe à la galerie Point Show de l’avenue des Champs-Élysées à Paris fait 2 morts et 29 blessés.
  - Jacques Chirac est nommé Premier ministre.
- 21 mars :
  - Bulgarie : Guéorgui Atanassov est nommé Premier ministre.
  - États-Unis : La patineuse artistique américaine Debi Thomas devient championne du monde à Genève.
- 22 mars, République centrafricaine : un avion Jaguar de l’armée française s’écrase à proximité de la base aérienne de Bangui et fait 22 morts.
- 23 mars : le pilote automobile brésilien Nelson Piquet remporte le Grand Prix du Brésil de Formule 1.
- 24 mars, États-Unis : Out of Africa, le film de Sydney Pollack obtient six Oscars.
- 25 mars :
  - Libye : l'US Navy coule un patrouilleur libyen et attaque une base terrestre de missiles à la suite du tir la veille de six missiles libyens contre des avions américains.
  - la foudre provoque l’explosion d’un four dans l’usine Pechiney d’Issoire (4 morts, 25 blessés).
- 28 mars : 
  - Tchécoslovaquie : cinquième réélection de Gustav Husak au poste de secrétaire général du Parti communiste [2].
  - Arrestation à Lyon d'André Olivier, l'un des fondateurs et chef présumé d'Action directe.
- 31 mars :
  - Royaume-Uni : le château historique de Hampton Court en Londres est endommagé par un incendie.
  - Mexique : Le crash d’un Boeing 727 de la compagnie mexicaine Mexicana fait 167 morts à Maravatío, dans l'État de Michoacán.

## Naissances
- 3 mars : Fauve Hautot, danseuse et chorégraphe française.
- 8 mars : Cédric Ouanekponé, médecin centrafricain.
- 9 mars : 
  - Brittany Snow, actrice américaine.
  - Hunter Moore, Webmestre américain.
- 11 mars : Mariko Shinoda, chanteuse japonaise.
- 12 mars : Danny Jones, chanteur et guitariste du groupe anglais McFly.
- 14 mars : Jamie Bell, acteur britannique.
- 16 mars : Alexandra Daddario, actrice américaine.
- 19 mars : Susanne Sundfør, chanteuse norvégienne.
- 21 mars : 
  - Romanos Alyfantis, nageur grec.
  - Kerry-Lee Harrington, joueuse de badminton sud-africaine.
  - Nikoléta Kiriakopoúlou, athlète grecque.
  - Carlos Monasterios, joueur de baseball vénézuélien.
  - Oshin Sahakian, joueur de basket-ball iranien.
  - Linda Züblin, athlète suisse.
- 22 mars : Boram, chanteuse sud-coréenne (T-ara).
- 28 mars : 
  - Lady Gaga, chanteuse américaine.
  - Young Scooter, rappeur et chanteur américain († 28 mars 2025).
- 30 mars : Sergio Ramos, footballeur espagnol.

## Décès en mars 1986
- 7 mars : Philippe Brocard, syndicaliste français (° 12 septembre 1950).
- 11 mars : Sherman Kent, historien du renseignement américain (° 6 décembre 1903)
- 13 mars : Eugen Gerstenmaier, président du Bundestag (Allemagne) entre 1954 et 1969 (° 25 août 1906).
- 17 mars : John Bagot Glubb, général de corps d'armée britannique (° 16 avril 1897)
- 20 mars : Michele Sindona, banquier et criminel italien (° 8 mai 1920)
- 22 mars : Louis Glangeaud, géologue français (° 14 juillet 1903)
- 29 mars :
  - Dezider Hoffmann, photographe, photojournaliste (° 24 mai 1912)
  - Jean van Heijenoort, mathématicien et secrétaire personnel de Leon Trotsky (° 25 juillet 1912)
- 30 mars : 
  - James Cagney, acteur américain (° 17 juillet 1899).
  - Jacques Baron, poète surréaliste français (° 21 février 1905)